# Błogosławieństwo pontyfikalne
Błogosławieństwo pontyfikalne, błogosławieństwo biskupie – błogosławieństwo udzielane przez biskupa. Od błogosławieństwa udzielanego przez kapłana wyróżniają je wezwania wprowadzające oraz trzykrotny znak krzyża nad ludem.
Rozróżnia się dwa rodzaje tego błogosławieństwa: uroczyste - gdy biskup czyni je w mitrze i z pastorałem w ręku, oraz zwyczajne - bez insygniów.
Mszał Rzymski z 1970 r. określa, że zarówno zwyczajne, jak i uroczyste, błogosławieństwo pontyfikalne poprzedzone jest wezwaniami:
- K: Niech imię Pańskie będzie błogosławione - W: Teraz i na wieki
- K: Wspomożenie nasze w imieniu Pana - W: Który stworzył niebo i ziemię

po czym następuje formuła błogosławieństwa: Niech was błogosławi Bóg wszechmogący: Ojciec i Syn i Duch Święty. Tym słowom towarzyszy gest potrójnego znaku krzyża (na trzy strony).
W średniowieczu tego błogosławieństwa udzielał biskup po embolizmie, odsyłając podczas mszy niedzielnych i świątecznych wiernych, którzy nie przystępowali do komunii św. Zwyczaj ten utrzymywał się we francuskim Autun jeszcze w XIX w. Formułę błogosławieństwa poprzedzało kilka (3-6) wezwań. Zostały one wykorzystane jako formuły uroczystych błogosławieństw w mszałach wydanych po Soborze Watykańskim II.